# Atkinson Clock Tower
L'Atkinson Clock Tower est le plus vieux monument encore debout à Kota Kinabalu en Malaisie.